# Metagonia unicolor
Metagonia unicolor är en spindelart som först beskrevs av Eugen von Keyserling 1891.  Metagonia unicolor ingår i släktet Metagonia och familjen dallerspindlar. Inga underarter finns listade i Catalogue of Life.